# アンギャマン
アンギャマンは、日本の漫画家。大阪府出身。2017年、ウェブコミック媒体「少年ジャンプ+」（集英社）の読み切り作品『鬼の影』でデビュー。2022年から「少年ジャンプ+」で『ラーメン赤猫』を連載している。

## 来歴
2007年頃よりブログや個人サイトにてイラストや漫画を投稿。当初のハンドルネームは左（ひだり）だったが、同名のイラストレーターがいることを知り、失礼にならないように左剛蔵（ひだりごうぞう）に変更。
2008年頃より、長距離の徒歩旅の記録を実写を交えて毎日1ページずつ綴るルポ漫画『リアル遠足』シリーズを掲載、そのうちの一編である『伊勢巡礼編』は左剛蔵の名義で書籍化された。このときは『アンギャマン』の名前は作品タイトルとして冠されていた。
2011年以降は名義をアンギャマンに変更。後に『リアル遠足』シリーズは、投稿の場所をTwitterやnoteに移して継続された。しかし本が売れず、経済的に貧乏になるまで続けたものの、破綻したため就職する。その後、色々あって漫画を仕事にすることを決意。
2017年、「少年ジャンプ+」の読み切り作品『鬼の影』で商業デビュー。2018年、『仙錬のヌシビト』が第1回ジャンプ縦スクロール漫画賞で佳作受賞を経て、2019年より「少年ジャンプ+」の『夜ヲ東ニ』で初連載を果たすが、（フルカラー作品のため）電子書籍のみで発売された単行本が売れず2巻で打ち切りとなってしまい、次に掲載した読み切り作品も閲覧数が10万に達しなかった。
その後、1年近くをかけ準備した企画は連載会議ですべてボツとなってしまう。連載が得られないことで、次の連載会議に向けた経済的な余力を失っていく。
そこで、迷った末に、投稿作品のページビューが月間1位を獲得することで「少年ジャンプ+」への「インディーズ連載」の権利を獲得できる投稿サイト「ジャンプルーキー!」に、明確な結果を最速で出すために漫画を投稿することを決意する。
2021年11月、Twitter向けの短編のつもりで8ページのネームまでは描き、気に入ってはいたが連載するつもりはなく、担当編集者の反応も芳しくなくてお蔵入りとなっていた『ラーメン赤猫』を連載作品として仕上げて投稿した。結果、『ラーメン赤猫』は約50万ページビューで大差を付け1位となり、連載権を獲得。担当編集者から「連載会議にまわしてみてはどうですか?」と提案されるも、経済的な理由から「なるべく早く連載開始したい」という希望によって、短い準備期間を経て2022年3月より「少年ジャンプ+」でインディーズ連載として開始。本作は人気を獲得し、2022年の「次にくるマンガ大賞」でWebマンガ部門5位を受賞。連載開始から半年後、インディーズ連載から通常の連載へと移行（インディーズ連載としては初）。2023年11月にはテレビアニメ化が発表され、2024年7月よりTBS系列28局の全国ネットで放映された。

## 作品リスト

### 漫画
- リアル遠足「高野山」（2008年、左名義、2019年にジャンプルーキー!に投稿）[10]
- アンギャマン リアル遠足伊勢巡礼編（2010年にKADOKAWAより書籍化、左剛蔵名義）
- 河童と仙人と（2016年） - 第2回 うすた京介 漫画賞応募作[11]
- 仙錬のヌシビト（2018年） - 第1回ジャンプ縦スクロール漫画賞佳作[3][12]
- 夜ヲ東ニ（『少年ジャンプ+』2019年10月31日 - 2020年5月28日、全2巻）※単行本は電子書籍限定
- ラーメン赤猫（『少年ジャンプ+』2022年3月14日 - 連載中、既刊11巻）[13]

#### 読み切り
- 鬼の影（『少年ジャンプ+』2017年12月26日）
- LOTUS-ロータス-（『少年ジャンプ+』2018年4月13日）
- 飛脚（『少年ジャンプ+』2019年1月1日）
- 幽幻薬師（『少年ジャンプ+』2021年2月3日）